# Declaración (filosofía)
Una declaración es una enunciación discutible que un autor manifiesta en un texto o construcción teórica, para que el lector lo acepte, algo que no todos aceptarán. Un argumento, que es un intento de persuadir al lector para que cambie su actitud, creencia o comportamiento al proporcionar una o más razones, puede presentar una declaración principal y declaraciones o razones de apoyo.
Partes:
• Argumento: "Probablemente deberíamos dejar de pedir indicaciones de direcciones porque intentar conducir el auto y descubrir dónde estamos a menudo nos retrasará ".
• Declaración principal: Debemos dejar de preguntar direcciones cuando nos perdamos.
• Calificadores (generalidad o certeza de una declaración): "Probablemente", "A menudo"
• Razones de apoyo (por qué se debería creer): Tratar de conducir y descubrir dónde estamos nos hará llegar tarde.